# Acanthorhynchus
Acanthorhynchus – rodzaj ptaków z rodziny miodojadów (Meliphagidae).

## Zasięg występowania
Rodzaj obejmuje gatunki występujące w Australii (wraz z Tasmanią i innymi okolicznymi wyspami).

## Morfologia
Długość ciała 13–16 cm; masa ciała 4–24 g.

## Systematyka
Rodzaj zdefiniował w 1837 roku angielski przyrodnik John Gould w publikacji swojego autorstwa A synopsis of the birds of Australia, and the adjacent islands. Gatunkiem typowym jest miodopijek długodzioby (Acanthorhynchus tenuirostris).

### Etymologia
- Acanthorhynchus (Acanthorynchus): gr. ακανθα akantha „cierń, kolec”, od ακη akē „punkt”; ῥυγχος rhunkhos „dziób”[7].
- Leptoglossus: gr. λεπτος leptos „delikatny, drobny”; γλωσσα glōssa „język”[8]. Typ nomenklatoryczny: Certhia cucullata Vieillot, 1802 (= Certhia tenuirostris Latham, 1801).

### Podział systematyczny
Do rodzaju należą następujące gatunki:
- Acanthorhynchus tenuirostris (Latham, 1801) – miodopijek długodzioby
- Acanthorhynchus superciliosus Gould, 1837 – miodopijek rdzawoszyi